# Pūʻili
Le pūʻili (parfois puili, pu'ili,  pu-ili ou puíli) est un instrument polynésien en bambou utilisé dans les hulas traditionnels. Le son du pūʻili peut s'apparenter à celui du binzasara japonais.

## Étymologie
Le pūʻili vient de l'hawaïen « pū » qui signifie « son » et « 'ili » qui signifie « aboyer » ou « peau ».

## Usage
L'instrument est utilisé lors du hula pūʻili, dans lequel chaque danseur possède deux pūʻili. En général, les danseurs forment deux rangées et effectuent des pas de danse tout en faisant des percussions avec leur pūʻili. Les pas de danse consistent soit à taper les pūʻili contre soi, soit l'un contre l'autre, soit contre ceux d'un danseur proche.